# Келлі Мерфі
Келлі Мерфі (англ. Kelly Murphy; нар. 20 жовтня 1989) — американська волейболістка, бронзова призерка Олімпійських ігор 2016 року.

## Виступи на Олімпіадах
| Олімпіада           | Дисципліна | Місце |
| ------------------- | ---------- | ----- |
| Ріо-де-Жанейро 2016 | волейбол   | 3     |